# Территории, оккупированные Израилем

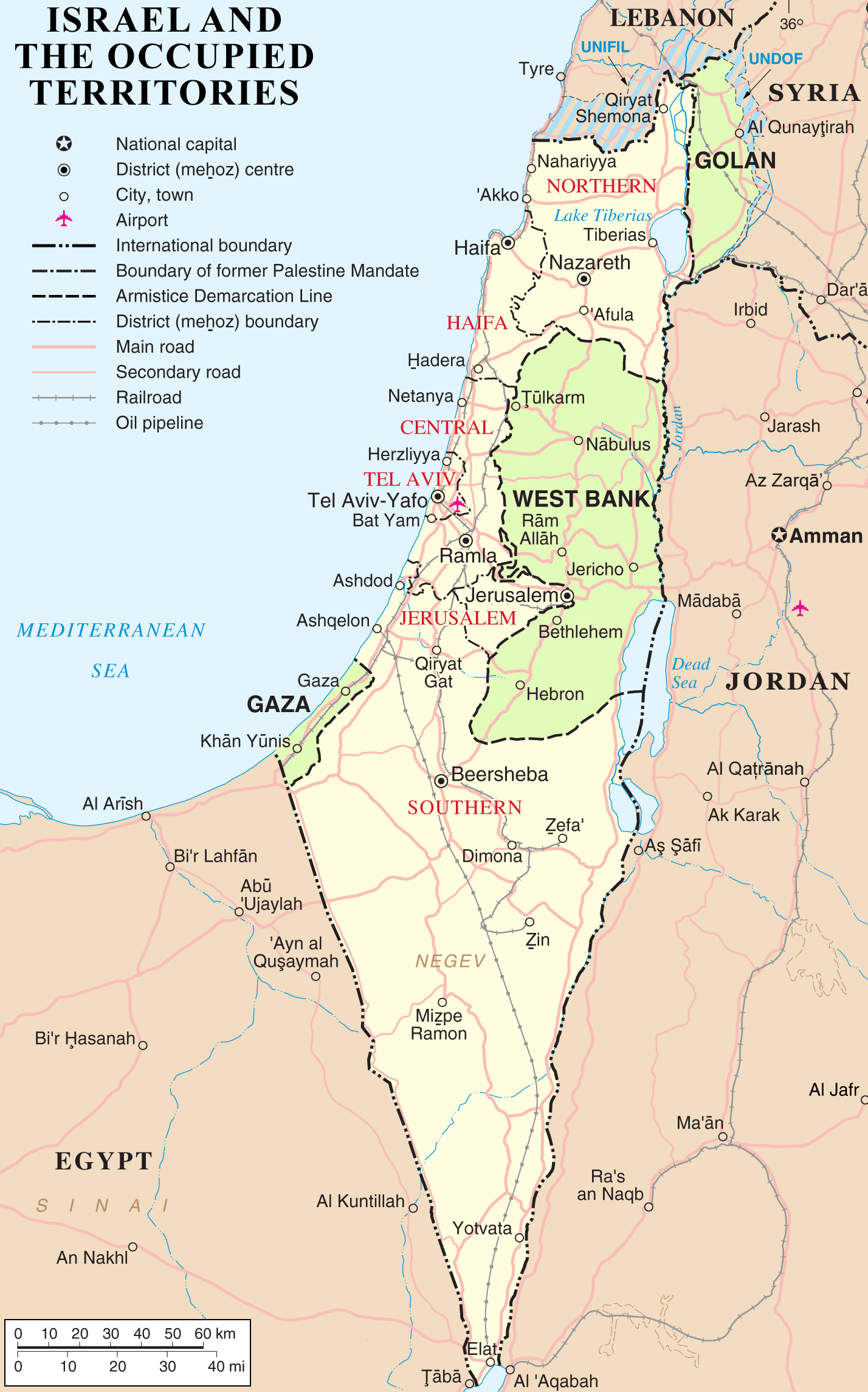
Карта, показывающая статус Израиля и оккупированных Израилем территорий по состоянию на 2018 год

Террито́рии, оккупи́рованные Изра́илем — территории, захваченные и оккупированные Израилем в ходе Шестидневной войны 1967 года. К ним относятся:
- : Синайский полуостров (возвращён Египту в 1982 году после подписания египетско-израильского мирного договора)
- : Голанские высоты ➤
- Спорные территории: Сектор Газа, Западный берег реки Иордан (включая Восточный Иерусалим)

## История

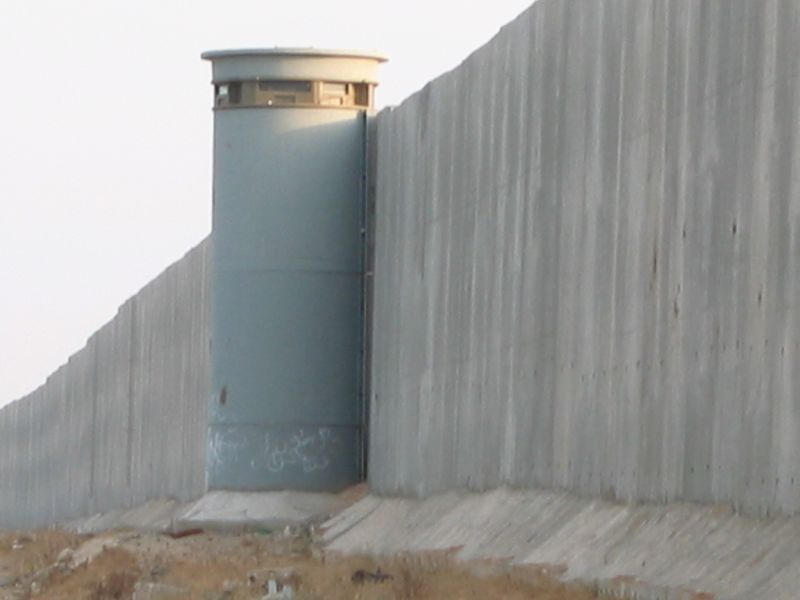
Забор безопасности на границе Западного берега

В результате победы в Шестидневной войне Израиль захватил ряд территорий. В боях с египетской армией на юге был захвачен Сектор Газа и принадлежащий Египту Синайский полуостров. В боях с иорданской армией на востоке был захвачен Восточный Иерусалим и ранее аннексированный Иорданий Западный берег реки Иордан (Иудея и Самария). В боях с сирийской армией были захвачены принадлежавшие Сирии Голанские высоты.
В соответствии с резолюциями Генеральной Ассамблеи и Совета Безопасности ООН эти территории были объявлены оккупированными. Согласно резолюции Совета Безопасности ООН № 242 от 22 ноября 1967 года для урегулирования конфликта необходимо вывести израильские войска с этих территорий и одновременно обеспечить прекращение всех претензий или состояний войны и уважение и признание суверенитета, территориальной целостности и политической независимости каждого государства в данном районе с гарантией мира и неприменения силы.
Синайский полуостров был возвращён Израилем Египту в 1979 году в результате заключения израильского-египетского мирного договора. Восточный Иерусалим и Голанские высоты были аннексированы Израилем 30 июля 1980 года и 14 декабря 1981 года соответственно. Эта аннексия не получила международного признания.
Хотя остальные захваченные в 1967 году территории не были аннексированы Израилем, Израиль оспаривает их определение в качестве оккупированных. Официальная позиция Израиля состоит в том, что эти территории с юридической точки зрения являются спорными, поскольку ранее они не принадлежали ни одному государству в мире, Израиль получил их в результате оборонительной войны и имеет на них историческое право, подкреплённое мандатом Лиги наций. В то же время Израиль признаёт претензии палестинских арабов на эти территории и поэтому считает, что суверенитет над этими территориями следует урегулировать в ходе мирных переговоров. Аналогичной позиции придерживается ряд израильских и зарубежных политиков и юристов.
После Шестидневной войны было создано движение по восстановлению исторических еврейских поселений в Иудее и Самарии (на Западном берегу реки Иордан), а также в секторе Газа. Их создание активно поощрялось правительством Израиля. В 2005 году поселения в Газе были ликвидированы, а в Иудее и Самарии на конец 2024 года численность израильских поселенцев превысила 529 тысяч человек. ООН назвала существование еврейских поселений незаконным и противоречащим Женевской конвенции. Их существование и дальнейшее строительство являются одним из наиболее спорных вопросов в палестино-израильском конфликте.
Западный берег реки Иордан и сектор Газа населены преимущественно палестинскими арабами, среди которых значительную долю составляют беженцы. С 1967 по 1993 год население этих территорий находилось под административным контролем израильской военной администрации с элементами местного самоуправления на муниципальном уровне. После подписания в 1993 году Соглашений Осло и последующего создания Палестинской национальной администрации территория сектора Газа, за исключением 12 % территории, занимаемой израильскими поселениями, и значительная часть Западного берега реки Иордан были переданы по её контроль.
Возведённый в 2003 году забор безопасности, отделяющий Западный берег от территории Израиля, значительно снизил число терактов. В то же время он, по мнению палестинцев, затрудняет экономическую деятельность и передвижение по местности. Международный суд ООН признал в консультативном заключении строительство Разделительного барьера нарушающим международное право. Это решение подавляющим большинством голосов поддержала Генеральная Ассамблея ООН. В отдельных случаях Израиль соглашается на перенос забора безопасности, чтобы облегчить палестинским арабам доступ к их земельным владениям. В 2005 году, в рамках политики одностороннего размежевания, Израиль ликвидировал своё военное и поселенческое присутствие в секторе Газа, однако вооружённое противостояние между контролирующим сектор Газа движением «Хамас» и Израилем продолжается, включая войну, начатую вторжением ХАМАС 7 октября 2023 года.
Политика, проводимая Государством Израиль на контролируемых территориях, вызывает широкий общественный резонанс и резкую критику со стороны ряда политиков, ООН, западных фондов и некоммерческих правозащитных организаций, среди которых Amnesty International и Human Rights Watch. Внутри страны действия правительства подвергаются критике такими правозащитными организациями как «Бецелем». В отчётах этих организаций содержатся многочисленные утверждения о пытках в израильских тюрьмах, лишении палестинцев гражданских прав, разрушении домов палестинцев, агрессивном поведении еврейских поселенцев, на которое закрывает глаза израильская армия. В 2024 году Международный суд ООН вынес консультативное заключение, в котором признал израильскую оккупацию незаконной и призвал Израиль как можно скорее прекратить своё «незаконное присутствие» и выплатить компенсации населению оккупированных территорий. Специальный докладчик ООН Ричард Фальк назвал израильскую оккупацию «оскорблением международного права». 
Официальные представители Израиля утверждают, что ООН и правозащитные организации применяют к Израилю двойные стандарты в вопросах прав человека. Они заявляют, что Израиль — единственное демократическое государство на Ближнем Востоке, но большая часть критики в области прав человека в этом регионе направлена против Израиля. Политолог Митчелл Бард пишет, что израильские законы запрещают произвольные аресты и защищают права обвиняемых, а судебная власть независима от правительства; он также отрицает наличие в Израиле политических заключённых.

## Голанские высоты

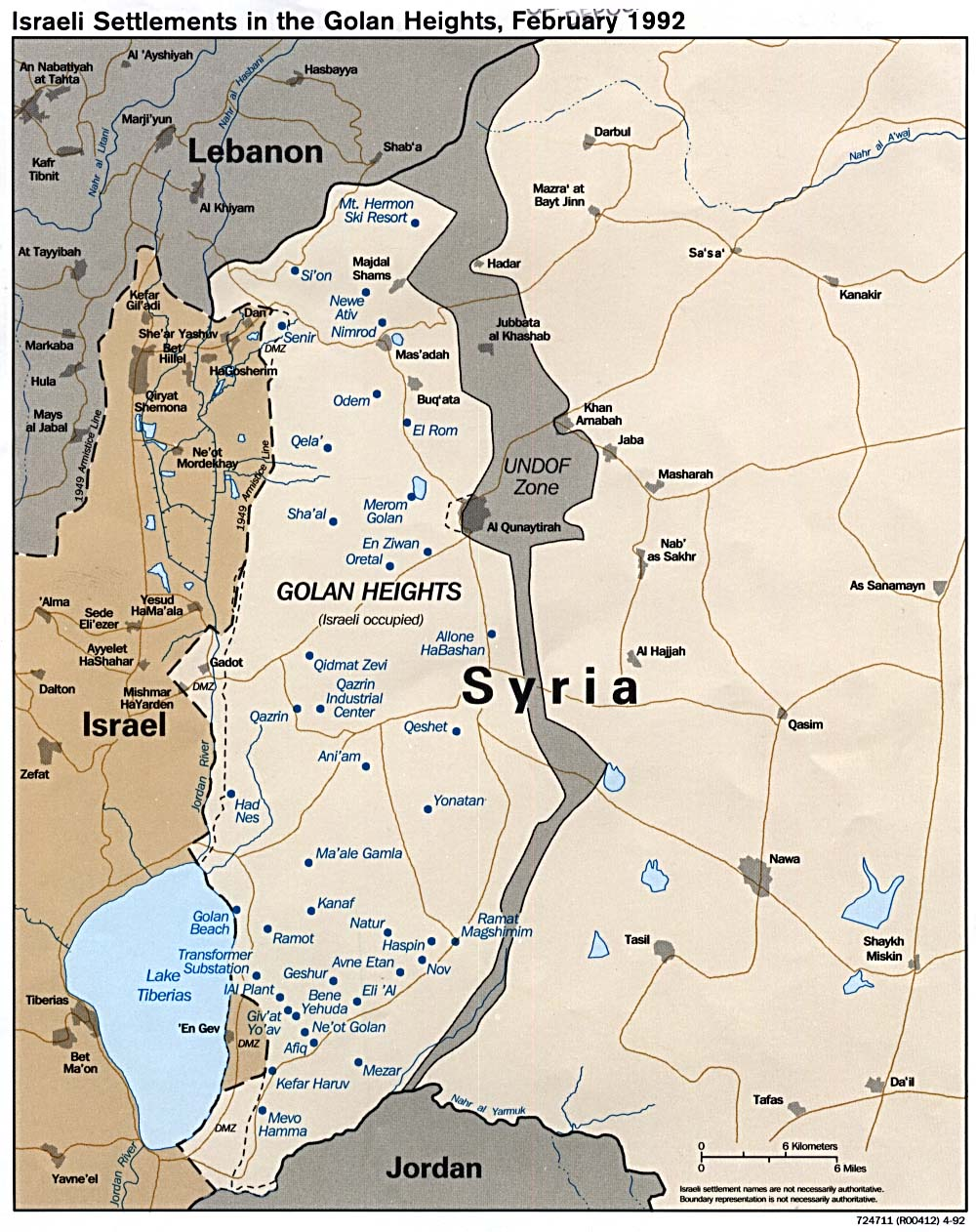
Карта Голанских высот с 1974 года

Израиль захватил Голанские высоты у Сирии в ходе Шестидневной войны 1967 года. 11 июня 1967 года было подписано соглашение о прекращении огня, и Голанские высоты перешли под израильское военное управление. Сирия отвергла Резолюцию 242 СБ ООН от 22 ноября 1967 года, которая предусматривала возврат оккупированных Израилем территорий в обмен на мирные отношения. Израиль принял резолюцию 242 в своей речи в Совете Безопасности 1 мая 1968 года. В марте 1972 года Сирия «условно» приняла резолюцию 242, а в мае 1974 года было подписано Соглашение о разведении сил между Израилем и Сирией.
Во время войны Судного дня 1973 года Сирия пыталась военным путём вернуть Голанские высоты, но безуспешно. В 1974 году Израиль и Сирия подписали соглашение о прекращении огня, согласно которому почти вся территория осталась под контролем Израиля, а небольшая демилитаризованная зона была передана Сирии. В том же году была создана миротворческая миссия ООН для наблюдения за границей. Приняв резолюцию 338 СБ ООН, Сирия также приняла резолюцию 242.
14 декабря 1981 года Израиль принял Закон о Голанских высотах, распространив израильскую администрацию и законодательство на территорию. Израиль избегал использования термина «аннексия» для описания этого изменения статуса. Однако Совет Безопасности ООН отверг де-факто аннексию в резолюции 497 СБ ООН, объявив её «ничтожной и не имеющей международной юридической силы».
На переговорах, проходивших под эгидой США между Сирией и Израилем в 1999—2000 годах, Израилем было выдвинуто предложение об отступлении к границам 1923 года (см. Соглашение Поле — Ньюкомба (англ.)) с тем, чтобы контроль за побережьем Тивериадского озера остался за Израилем; переговоры не увенчались успехом.
25 марта 2019 года Дональд Трамп провозгласил признание США суверенитета Израиля над Голанскими высотами.
В декабре 2024 года, после падения режима Асада, Израиль занял зону контроля Силы ООН по наблюдению за разъединением (UNDOF), что нарушило соглашение 1974 года.
25 февраля 2025 года Сирия осудила оккупацию своих территорий Израилем и потребовала его немедленного вывода.

## Синайский полуостров
Израиль захватил Синайский полуостров у Египта в ходе Шестидневной войны 1967 года. В 1982 году, в соответствии с Египетско-израильским мирным договором 1979 года, Израиль вернул Синайский полуостров Египту. Во время оккупации Израиль создал 18 поселений на Синае, которые были эвакуированы и демонтированы после мирного договора.

## Палестина

### Западный берег реки Иордан
Западный берег реки Иордан был оккупирован Израилем в 1967 году. На этой территории проживает около 400 000 израильских поселенцев в 144 официальных поселениях и примерно 196 несанкционированных форпостах. Международное сообщество считает израильские поселения незаконными по международному праву, хотя Израиль оспаривает это.

### Восточный Иерусалим
Восточный Иерусалим был оккупирован Израилем в 1967 году и аннексирован в 1980 году, что не признано международным сообществом. Израиль считает весь Иерусалим своей неделимой столицей, тогда как палестинцы рассматривают Восточный Иерусалим как столицу будущего палестинского государства.

### Сектор Газа
Сектор Газа был оккупирован Израилем в 1967 году. В 2005 году Израиль осуществил односторонний план размежевания, выведя свои войска и эвакуировав все 21 поселение в Газе. Однако Израиль сохраняет контроль над воздушным пространством, водами и частью границ сектора, что заставляет международное сообщество считать его оккупированной территорией.
7 октября 2023 года ХАМАС предпринял крупную атаку на Израиль из сектора Газа. 9 октября 2023 года, после начала войны между Израилем и ХАМАСом и нападений боевиков ХАМАСа на территории Израиля, Израиль на один день ввёл «полную блокаду» сектора Газа, которую объявил министр обороны Израиля Йоав Галант.

## Международно-правовой статус
Международное сообщество, включая ООН, считает израильские поселения на оккупированных территориях нарушением международного права, в частности, статьи 49 Четвёртой Женевской конвенции. В 2024 году Международный суд ООН подтвердил незаконность израильских поселений и призвал Израиль прекратить оккупацию и выплатить компенсации палестинскому народу.